# Adzera
L’adzera est une langue océanienne parlée dans la province de Morobe en Papouasie-Nouvelle-Guinée.

## Écriture
La lettre ŋ a été utilisée dans l’orthographe adzera avant d’être remplacée par le digramme ng en 2015

## Sources
- (en) Adzera Translation Team et Helen Doss Chapaitis, « HIV da AIDS Nan Gan », sur SIL.org, 2015
- [Holzknecht 1973a] (en) K. G. Holzknecht, « The Phonemes of the Adzera Language », dans K. Holzknecht; D. Phillips, Papers in New Guinea Linguistics No. 24, Canberra, Pacific Linguistics, coll. « Series A » (no 38), 1973 (DOI 10.15144/PL-A38.1, hdl 1885/145022), p. 1–11
- [Holzknecht 1973b] (en) K. G. Holzknecht, « Morphophonemics of the Adzera Language », dans K. Holzknecht; D. Phillips, Papers in New Guinea Linguistics No. 17, Canberra, Pacific Linguistics, coll. « Series A » (no 38), 1986 (DOI 10.15144/PL-A38.13, hdl 1885/145022), p. 13–19
- [Holzknecht 1973c] (en) K. G. Holzknecht, « A Synopsis of Verb Forms in Adzera », dans K. Holzknecht; D. Phillips, Papers in New Guinea Linguistics No. 17. Series A – No. 38, Canberra, Pacific Linguistics, coll. « Series A » (no 38), 1986 (DOI 10.15144/PL-A38.21, hdl 1885/145022), p. 21–28
- (en) Susanne Holzknecht, « A Morphology and Grammar of Adzera (Amari Dialect), Morobe Province, Papua New Guinea », dans Papers in New Guinea Linguistics No. 24, Canberra, Pacific Linguistics, coll. « Series A » (no 70), 1986 (DOI 10.15144/PL-A70.77, hdl 1885/145029), p. 77–166